# سسک نیزار سایپان
سسک نیزار سایپان (نام علمی: Acrocephalus hiwae) نام یک گونه از سرده سسک‌های نیزار است. این گونه از پرندگان آوازخوان است که در جزایر ماریانا زندگی می‌کند. این گونه تقریباً‍ً در جزایر ماریانای شمالی منقرض شده‌است. در سال ۲۰۰۹ میلادی تعدادی در حدود ۲۷۰۰ قطعه از این پرنده در جزایر ماریانا شناسایی شده بودند اما این رقم در سال ۲۰۱۰ میلادی به حدود ۹۵۰ قطعه رسیده بود. طول بالغ این پرنده ۱۷ سانتی‌متر می‌باشد.